# Жабровка
Жабровка — река в России, протекает в Локнянском районе Псковской области. Река вытекает из безымянного озера в 0,7 км к востоку от деревни Заболотье. Течёт сначала на север, затем на северо-восток, потом на восток. Устье реки находится в 1,1 км к северу от деревни Веретье, в 5,6 км к востоку от Локни в 54 км по правому берегу реки Локня. Длина реки составляет 23 км.
У истока река протекает по территории Михайловской волости. На реке стоят деревни Заболотье(нежилая), Асанова, Белено, Булыгино (нежилая), Новая, Щапачево, Зелехово. Ниже расположена деревня Карелово Алексеевской волости. Ближе к устью на реке стоят деревни Невежино, Нивки и Жилино Локнянской волости.

## Данные водного реестра
По данным государственного водного реестра России относится к Балтийскому бассейновому округу, водохозяйственный участок реки — Ловать и Пола, речной подбассейн реки — Волхов. Относится к речному бассейну реки Нева (включая бассейны рек Онежского и Ладожского озера).
Код объекта в государственном водном реестре — 01040200312102000023001.